# Gnolus angulifrons
Gnolus angulifrons là một loài nhện trong họ Mimetidae.
Loài này thuộc chi Gnolus. Gnolus angulifrons được Eugène Simon miêu tả năm 1896.